# Suzan Seegers
Suzan Margaretha Reinier Seegers (Sittard, 13 november 1980) is een Nederlands zangeres en actrice. Zij is bij het Nederlandse publiek tot nu toe vooral bekend van de televisieserie Op zoek naar Evita waarin zij in de finale uitkwam en speelde in 2008/2009 een belangrijke rol in de nieuwe Nederlandse productie van de musical Les Misérables.

## Biografie
Seegers was op jonge leeftijd al actief op muzikaal gebied: ze speelde blokfluit en dwarsfluit en behaalde enkele keren de eerste prijs op het Brabants Kindersongfestival. Op haar zestiende combineerde ze de havo en de vooropleiding van het Conservatorium te Maastricht, met als hoofdvak klassieke zang. In 2004 studeerde ze af in de richting Muziektheater van het Fontys Conservatorium te Tilburg. Al tijdens haar studie, in 2003, werd ze gevraagd voor de rol van Hilletje in de musical Kunt u mij de weg naar Hamelen vertellen, mijnheer?. In 2007 was Seegers finaliste in het televisieprogramma Op zoek naar Evita. Vier dagen later kreeg ze de rol van Cosette in Les Misérables aangeboden, nadat Erwin van Lambaart (panellid en directeur van Joop van den Ende Theaterproducties) de videotapes van Suzans optredens per koerier had opgestuurd naar de Britse producent Cameron Mackintosh, die ook de Nederlandse versie zou produceren. Op 20 april 2008 ging Les Misérables in première, op 22 februari 2009 was de laatste voorstelling te zien. In september 2009 was Seegers te zien als Kleine Eefje in de musical Urinetown, naast René van Kooten en van oktober 2009 tot en met maart 2010 trad ze op in het liedjesprogramma Sonneveld voor altijd. Sinds oktober 2010 is ze nogmaals te zien geweest als Kleine Eefje in de musical Urinetown, ditmaal reisde de musical door het land. In het najaar van 2011 laat ze in haar soloprogramma Suus wat meer cabaretinvloeden toe. Ze schreef daarvoor liedjes samen met de Limburgse zanger Ge Reinders. De voorstelling ging in 2012 in reprise. In 2013 zette zij deze nieuwe weg voort met de voorstelling Toon, waarin zij onbekend werk van Toon Hermans vertolkte. In 2014 is zij te zien als Mus in het toneelstuk Little Voice.

## Televisie
In het najaar van 2007 deed Seegers mee aan Op zoek naar Evita. Ze viel op als kleine vrouw met die grote stem en bereikte via soms opvallende vertolkingen van Big Spender, de Minutenwals van Jasperina de Jong, Because of you van Kelly Clarkson en musicalsongs als Somewhere uit West Side Story de finale. In de finale koos zij voor Een nieuw leven uit de musical Jekyll and Hide. Uiteindelijk bereikte zij de tweede plaats. In 2008 presenteerde Seegers voor TV Limburg het programma Sterk in Werk. Voor dit maandelijkse programma liet ze de kijkers zien welke mogelijkheden Limburgse werkgevers te bieden hebben en welke vacatures er zijn.

## Theater
| Jaartal première | Titel                                               | Rol                                          | Producent                                                   |
| ---------------- | --------------------------------------------------- | -------------------------------------------- | ----------------------------------------------------------- |
| 2003             | Kunt u mij de weg naar Hamelen vertellen, mijnheer? | Hilletje                                     | Albert Verlinde Entertainment                               |
| 2004             | We Will Rock You                                    | Ensemble (Teenqueen), understudy Scaramouche | Phil Mcintyre/Queen/Tribeca Productions                     |
| 2006             | My Fair Lady                                        | Ensemble, alternate Eliza Doolittle          | Stage Entertainment                                         |
| 2008             | Les Misérables                                      | Cosette                                      | Stage Entertainment                                         |
| 2009             | Urinetown                                           | Kleine Eefje                                 | M-Lab                                                       |
| 2009             | Sonneveld voor altijd                               | Soliste                                      | OpusOne                                                     |
| 2010             | Urinetown (tournee)                                 | Kleine Eefje                                 | M-Lab i.s.m. Stage Entertainment en Opus One                |
| 2011             | De engel van Amsterdam                              | Engel Rafaël                                 | M-Lab                                                       |
| 2011             | Suus                                                | Soliste                                      | Opus One                                                    |
| 2012             | De nieuwe IJstijd                                   | Tom Poes                                     | Opus One                                                    |
| 2012             | Suus (reprise)                                      | Soliste                                      | Opus One i.s.m. tIJ Theaterproducties                       |
| 2013             | Suus zingt Toon                                     | Soliste                                      | Opus One i.s.m. tIJ Theaterproducties                       |
| 2014             | Little Voice                                        | Mus                                          | KIK Productions i.sm. Senf Theaterpartners                  |
| 2018             | Emma                                                | Helma                                        | Toneelgroep Maastricht                                      |
| 2019             | Pinkpop                                             | Lies                                         | Toneelgroep Maastricht                                      |
| 2021             | ADEM                                                | Leading Lady                                 | Tanktheater                                                 |
| 2022             | Dagboek van een Herdershond                         | Katrien                                      | Toneelgroep Maastricht i.s.m. Albert Verlinde Entertainment |
| 2023             | ADEM / OPGELUCHT                                    | Leading Lady                                 | Stichting ADEM Theaterproducties                            |
| 2023             | Het was zondag in het zuiden                        | Irene Dreesens                               | Toneelgroep Maastricht i.s.m. Theater Maaspoort             |
| 2023             | Piaf                                                | Edith Piaf                                   | Christian Seijkens                                          |
| 2024             | A xXxmas Carola                                     | Christel/Mercedes                            | De Theater B.V.                                             |
| 2025             | Symphony of Liberation                              | Suus / Maria                                 | Fanfare Eensgezindheid & Harmonie St. Cecilia               |
| 2025             | Jubileumvoorstelling 'Met gelijke Munt'             | Helena                                       | De Theater B.V. & Munttheater                               |

## Discografie
Op 24 september 2012 kwam de cd SuuS uit met liedjes uit haar gelijknamige soloprogramma, waarbij de meeste liedjes zijn geschreven door Seegers samen met Gé Reinders. De cd werd door hem geproduceerd en is uitgekomen op het label Fennek, dat ook de opnames van Reinders uitbrengt.

## Prijzen
In 2010 won Seegers de John Kraaijkamp Musical Award voor Beste Vrouwelijke Hoofdrol in een Kleine Productie voor haar rol van Kleine Eefje in Urinetown (2009). In 2024 won ze de Musical Award voor Beste Vrouwelijke Hoofdrol in een Kleine Musical voor haar rol van Edith Piaf in de nieuwe Nederlandse musical Piaf (2023-2024).